# Stadtroda
Stadtroda (Roda jusqu'en 1925) est une petite ville de Thuringe, située dans l'Arrondissement de Saale-Holzland.

## Géographie
La commune de Stadtroda est située au bord de la Roda, un affluent de la Saale.

## Évolution démographique
| Année      | 1837 | 1960 | 1994 | 2000 | 2007 |
| ---------- | ---- | ---- | ---- | ---- | ---- |
| Population | 2679 | 5480 | 6356 | 6586 | 6288 |

## Jumelage
- Tachov (Tchéquie)
- Homberg (Ohm) (Allemagne) depuis 1990

## Personnalités liées à la ville
- Jean-Auguste de Saxe-Gotha-Altenbourg (1704-1767), militaire mort à Stadtroda.
- Jürgen Simon (1938-2003), cycliste mort à Quirla